# Amorphophallus pusillus
Amorphophallus pusillus är en kallaväxtart som beskrevs av Wilbert Leonard Anna Hetterscheid och Serebryanyi. Amorphophallus pusillus ingår i släktet Amorphophallus och familjen kallaväxter. Inga underarter finns listade.